# Mittelos
Mittelos BioScience (nogle gange kaldt Mittelos Laboratories) er en fiktiv organisation i den amerikanske tv-serie Lost. "Mittelos" er et anagram for "lost time," der på dansk betyder "tabt tid."

## Baggrund
Mittelos BioScience forsker i biologi, herunder fertilitet.
Om Mittelos BioScience rent faktisk er et selskab, eller om det er dæknavn, er ikke bekræftet. Omend det hentydes i One of Us hvor Juliet Burke erkender hun aldrig har hørt om Mittelos BioScience.
Mittelos har en indkvartering i nærheden af Portland, USA, hvorfra de med ubåden kan rejse ud til øen. 

## Fodnoter
1. ↑  Lost: 
"Not in Portland" (Sæson 3, afsnit 7). Manuskript af Carlton Cuse & Jeff Pinkner.  Broadcasted første gang på American Broadcasting Company den TBA.
2. ↑  Lost: 
"Cabin Fever" (Sæson 4, afsnit 11). Manuskript af Elizabeth Sarnoff & Kyle Pennington.  Broadcasted første gang på American Broadcasting Company den TBA.

| Lost | Spire Denne artikel om tv-serien Lost er en spire som bør udbygges. Du er velkommen til at hjælpe Wikipedia ved at udvide den. |